# Simone Signoret
Simone Signoret (Wiesbaden, Alemania,  25 de marzo de 1921-Autheuil-Authouillet, Eure,  30 de septiembre de 1985) fue una actriz francesa. Estuvo casada de 1948 a 1951 con el director Yves Allégret, con quien tuvo una hija llamada Catherine y de 1951 hasta el momento de su muerte estuvo casada con el cantante y actor Yves Montand.

## Biografía
Signoret nació en Wiesbaden (Alemania) hija de André y Georgette Kaminker. Fue la menor de los tres hijos de la pareja. Su padre, un lingüista que más tarde trabajaría para las Naciones Unidas, era un oficial militar francés de ascendencia judeo polaca, quien se mudó con la familia a Neuilly-sur-Seine en las afueras de París. Signoret creció en París en una atmósfera intelectual y estudió inglés, llegando a obtener un certificado de enseñanza. Enseñó inglés y latín y trabajó como mecanógrafa a medio tiempo en el periódico francés Les Nouveaux Temps, dirigido por Jean Luchaire.

## Trayectoria
Durante la ocupación alemana de Francia, Signoret se relacionó con un grupo artístico de escritores y actores que se reunían en el Café de Flore en Saint-Germain-des-Prés. Para ese entonces, desarrolló un interés por la actuación y fue impulsada por sus amigos, incluyendo su amante,  a iniciar una carrera como actriz. En 1942, empezó a realizar papeles menores y fue capaz de ganar suficiente dinero para ayudar a sus padres y hermanos. Signoret tomó el apellido de su madre para ocultar sus raíces judías.
Su apariencia y personalidad provocó que la encasillaran en ciertos papeles y en muchas ocasiones personificó a prostitutas. Obtuvo bastante atención por su aparición en La ronda, una película que estuvo temporalmente prohibida en Nueva York por ser considerada inmoral. También obtuvo más atención por su personificación de una prostituta en Casque d'or de Jacques Becker, por la cual recibió el BAFTA a la mejor actriz. Signoret actuó en algunos de los filmes más famosos de Francia durante los años 1950, incluyendo Thérèse Raquin de Marcel Carné, Las diabólicas de Henri-Georges Clouzot y Les Sorcières de Salem, basada en la obra Las brujas de Salem.
En 1958, Signoret viajó a Inglaterra para filmar Un lugar en la cumbre, por cuya actuación ganó varios premios, incluyendo el Premio a la mejor actriz en el Festival Internacional de Cine de Cannes y el Óscar a la mejor actriz. Fue la Segunda actriz francesa en ganar un Óscar después de Claudette Colbert en 1935, quien lo obtuvo por "Sucedió una Noche",  y la primera mujer en ganar el premio por su actuación en un filme extranjero. Signoret recibió ofertas para trabajar en Hollywood, pero las rechazó y continuó trabajando en Francia e Inglaterra. Actuó junto con Laurence Olivier en Term of Trial. En 1965, regresó a los Estados Unidos para filmar Ship of Fools (El barco de los locos), por la que obtuvo otra nominación a los Óscar, y actuó en varias películas de Hollywood antes de regresar a Francia en 1969.
Durante sus últimos años, fue criticada por aumentar de peso. A pesar de esto, fue aclamada por la crítica por sus actuaciones en Madame Rosa y Chère inconnue.
Sus memorias La nostalgie n'est plus ce qu'elle était fueron publicadas en 1978. También escribió una novela, Adieu Volodya, publicada en 1985.

## Vida personal
Signoret contrajo matrimonio por primera vez en 1944 con el cineasta Yves Allégret, con quien tuvo una hija, Catherine Allégret, quien también se convirtió en actriz. La pareja se separó en 1949. En 1950, Signoret se casó con Yves Montand, una unión que duraría hasta su muerte.
A partir de 1981, la salud de Simone Signoret, que fuma y es alcohólica, se deteriora gravemente: se somete a una primera operación de la vesícula biliar, luego se vuelve progresivamente ciega, solo distinguiendo la silueta de los objetos. Sus apariciones en la pantalla se están volviendo raras. Realizó una gira, entre otros, L'Étoile du Nord con Pierre Granier-Deferre en 1982, así como dos telefilmes con Marcel Bluwal: Thérèse Humbert en 1983 y Music-hall en 1985. Una de sus últimas apariciones destacables tuvo lugar unos meses antes de su muerte, en el programa 7 sur 7 donde le pregunta a la periodista Anne Sinclair para presentar el logo de SOS Racisme "Touche pas à mon pote".
Enferma de cáncer de páncreas, se sometió a una cirugía final en agosto de 1985, y murió en su propiedad en Autheuil-Anthouillet (Eure) el 30 de septiembre de 64 años. Está enterrada en el cementerio de Père-Lachaise. Yves Montand, que murió seis años después, en noviembre de 1991, está enterrado a su lado.
Simone Signoret publicó una autobiografía, La nostalgia ya no es lo que era, en 1975, otra historia autobiográfica, Al día siguiente, sonreía... en 1979, y una novela, Adieu Volodia, en 1985.
Su hija Catherine Allégret se convirtió en actriz; su nieto Benjamin Castaldi y su bisnieto Julien Castaldi, presentadores de televisión.

## Filmografía
- Les visiteurs du soir (1942)
- L'Ange de la nuit (1942)
- Adieu Léonard (1943)
- Les Démons de l'aube (1945)
- Macadam (1946)
- Impasse des Deux-Anges (1948)
- Dédée d'Anvers (1948)
- La ronda (1950)
- Manèges (1950)
- Sans laisser d'adresse (1951)
- Casque d'or (1952)
- Thérèse Raquin (1953)
- Las diabólicas (1955)
- La mort en ce jardin (1956)
- Les Sorcières de Salem (1957)
- Un lugar en la cumbre (1959)
- Adua e le compagne (1960)
- Les Amours célèbres (1961)
- Les Mauvais Coups (1961)
- Term of Trial (1962)
- Dragées au poivre (1963)
- Le Jour et l'Heure (1963)
- El barco de los locos (1965)
- Compartiment tueurs (1965)
- ¿Arde París? (1966)
- The Sea Gull (1968)
- L'armée des ombres (1969)
- L'Américain (1969)
- L'Aveu (1970)
- La Veuve Couderc (1971)
- El gato (Le Chat) (1971)
- Comptes à rebours (1971)
- Rude journée pour la reine (1973)
- Les Granges brûlées (1973)
- La Chair de l'orchidée (1975)
- Police Python 357 (1976)
- Madame Rosa (1977)
- Madame le juge (1978)
- Judith Therpauve (1978)
- L'Adolescente (1978)
- Chère inconnue (1980)
- Guy de Maupassant (1982)
- L'Étoile du Nord (1982)
- Thérèse Humbert (1983, telefilme)

## Premios y nominaciones
Premios Óscar
| Año  | Categoría    | Película              | Resultado |
| ---- | ------------ | --------------------- | --------- |
| 1960 | mejor actriz | Un lugar en la cumbre | Ganadora  |
| 1966 | mejor actriz | Ship of Fools         | Nominada  |

BAFTA
| Año  | Categoría               | Película               | Resultado |
| ---- | ----------------------- | ---------------------- | --------- |
| 1953 | Mejor Actriz extranjera | París, bajos fondos    | Ganadora  |
| 1958 | Mejor Actriz extranjera | Les sorcières de Salem | Ganadora  |
| 1959 | Mejor Actriz extranjera | Un lugar en la cumbre  | Ganadora  |
| 1966 | Mejor Actriz extranjera | Ship of Fools          | Nominada  |
| 1968 | Mejor Actriz            | The Deadly Affair      | Nominada  |
| 1969 | Mejor Actriz de reparto | Games                  | Nominada  |

Globos de Oro
| Año  | Categoría           | Película              | Resultado |
| ---- | ------------------- | --------------------- | --------- |
| 1960 | mejor actriz- Drama | Un lugar en la cumbre | Nominada  |
| 1966 | mejor actriz- Drama | Ship of Fools         | Nominada  |

Premios Emmy
| Año  | Categoría                                                | Película          | Resultado |
| ---- | -------------------------------------------------------- | ----------------- | --------- |
| 1966 | Primetime Emmy a la mejor actriz - Miniserie o telefilme | A Small Rebellion | Ganadora  |

Premios César
| Año  | Categoría               | Película         | Resultado |
| ---- | ----------------------- | ---------------- | --------- |
| 1978 | César a la mejor actriz | Madame Rosa      | Ganadora  |
| 1983 | César a la mejor actriz | L'étoile du nord | Nominada  |

National Board of Review
| Año  | Categoría    | Película      | Resultado |
| ---- | ------------ | ------------- | --------- |
| 1960 | Mejor Actriz | Ship of Fools | Ganadora  |

Festival Internacional de Cine de Cannes
| Año  | Categoría    | Película              | Resultado |
| ---- | ------------ | --------------------- | --------- |
| 1959 | Mejor actriz | Un lugar en la cumbre | Ganadora  |

Festival Internacional de Cine de Berlín
| Año  | Categoría                                       | Película          | Resultado |
| ---- | ----------------------------------------------- | ----------------- | --------- |
| 1971 | Oso de Plata a la mejor interpretación femenina | El gato (Le Chat) | Ganadora  |

- El teatro municipal de Conflans-Sainte-Honorine se llama "Simone Signoret".[6]